# Lucas Couto
Lucas Couto Silva (Rivera, 20 settembre 1997) è un calciatore uruguaiano, difensore del Rentistas.

## Caratteristiche tecniche
È un terzino destro.

## Carriera
Cresciuto nel settore giovanile del Montevideo Wanderers, ha esordito in prima squadra il 26 maggio 2019 disputando l'incontro di Primera División Profesional pareggiato 2-2 contro il Plaza Colonia.